# Association d'intérêt général
Une association d'intérêt général est, en droit fiscal français, un organisme qui peut s'autoriser, au vu des critères de l'administration fiscale, à émettre des reçus fiscaux au bénéfice de ses donateurs, particuliers ou entreprises.
Cette notion est précisée aux articles 200 et 238 bis du code général des impôts. Elle désigne des œuvres ou organismes :
- ayant un caractère philanthropique, éducatif, scientifique, social, humanitaire, sportif, familial, culturel ou concourant à la mise en valeur du patrimoine artistique, à la défense de l'environnement naturel ou à la diffusion de la culture, de la langue et des connaissances scientifiques ;
- dont l'activité ne doit pas être lucrative au sens de la doctrine fiscale [les activités de vente et de prestation dans des conditions similaires à celles du secteur lucratif, en particulier, sont accessoires (« règle des 4 P »)] ;
- dont la gestion doit être désintéressée (les dirigeants exercent leur fonction bénévolement et ne reçoivent aucune forme de rémunération excédant les trois quarts du SMIC) ;
- qui ne doivent pas fonctionner au profit d'un cercle restreint de personnes.

Contrairement aux associations d'utilité publique, dont la reconnaissance fait l'objet d'un décret, les associations d'intérêt général ne font généralement pas l'objet d'une reconnaissance. Lorsqu'une association a des doutes sur sa capacité à émettre des reçus fiscaux, elle peut demander une réponse définitive de l'administration fiscale en engageant une procédure de demande de rescrit.
Les associations d'intérêt général peuvent également émettre un reçu fiscal pour leurs cotisations, à condition que l'adhésion ne soit pas liée à un avantage pour l'adhérent.